# 行政院消費者保護處
行政院消費者保護處，簡稱消保處，1994年7月1日成立時為「行政院消費者保護委員會」，是中華民國行政院院本部單位，專責消費者保護政策之研訂審議及協調推動、《消費者保護法》之解釋及研修、重大消費事件之協調處理等事項。

## 簡介
依據1994年1月11日總統令公布的《消費者保護法》第40條第1項明定：「行政院為研擬及審議消費者保護基本政策與監督其實施，設消費者保護委員會。」第40條第2項明定：「消費者保護委員會以行政院副院長為主任委員，有關部會首長、全國性消費者保護團體代表、全國性企業經營者代表及學者、專家為委員。其組織規程由行政院定之。」每一任主任委員都是行政院副院長兼任。另同法第6條規定：「本法所稱主管機關：在中央為目的事業主管機關；在直轄市為直轄市政府；在縣(市)為縣(市)政府。」在全國各直轄市及縣市政府，均依法設有消費者服務中心、消費者保護官及消費爭議調解委員會，推動各項消費者保護工作。
行政院消保會為了便利消費者諮詢及申訴，設置全國消費者服務專線「1950」。消費者有需要時，祇要使用按鍵式電話撥打「1950」，就可以轉接至所在地縣市政府消費者服務中心，有專人提供服務。另在其官方網站上亦建置有線上申訴系統，消費者可以直接在網路上提出申訴；系統將會協助轉送到主管之縣市政府去處理，消費者並可以隨時查詢案件處理之進度。
此外，為了讓消費者能有效因應日趨複雜的消費問題、維護自身權益，行政院消保會特別結合在1996年推動的“消費者三不運動”及國際社會提倡的消費者八大權利及五大義務內容，於2004年7月1日發起「消費新生活運動」，彙整出消費新生活「三不、七要」十大守則：「危險公共場所，不去；標示不全商品，不買；問題食品藥品，不吃。消費資訊，要充實；消費行為，要合理；消費受害，要申訴；1950專線，要記牢；消保活動，要參與；爭取權益，要團結；綠色消費，要力行。」為了加強宣導，2005年開始，消保會每年舉辦橫跨全年度、多樣化、針對不同消費族群的一系列宣導活動，以提昇消費者自我保護意識。

### 沿革
- 1994年1月11日，行政院成立「行政院消費者保護委員會」；另在全國各縣市政府依據各縣市自治條例，消費者保護業務屬地方自治事項，設置消費者服務中心、消費者保護官及消費爭議調解委員會。
- 2000年，行政院開始推動的行政院組織改造修法過程中，或有將行政院消保會與行政院公平交易委員會合併，或有併入經濟部，或併入行政院院本部之議。
- 2010年1月12日立法院三讀通過《行政院組織法修正草案》，2月3日總統令公布實施；設計上，由行政院主導消費者保護政策，原行政院消保會業務移入行政院院本部，不再由產官學共組委員會議主導消費者保護事項之決議。
- 2012年1月1日，行政院消保會走進歷史，其業務由「行政院消費者保護處」承接，辦公室從臺北市士林區基河路12號（基河大樓）遷回行政院中央大樓；另外，行政院以任務編組方式成立「行政院消費者保護會」取代原行政院消保會之委員會議，由行政院副院長擔任召集人，惟該會議僅是提供行政院有關消費者保護事項之諮詢建議，並無決議權限。

## 歷任首長
消保會主任委員
行政院消費者保護委員會主任委員由行政院副院長兼任
| 任別 | 姓名   | 就職時間       | 卸任時間       |
| ---- | ------ | -------------- | -------------- |
| 1    | 徐立德 | 1993年2月27日  | 1997年9月1日   |
| 2    | 章孝嚴 | 1997年9月1日   | 1997年12月11日 |
| 3    | 劉兆玄 | 1997年12月11日 | 2000年5月20日  |
| 4    | 游錫堃 | 2000年5月20日  | 2000年7月27日  |
| 5    | 張俊雄 | 2000年7月27日  | 2000年10月6日  |
| 6    | 賴英照 | 2000年10月6日  | 2002年2月1日   |
| 7    | 林信義 | 2002年2月1日   | 2004年5月20日  |
| 8    | 葉菊蘭 | 2004年5月20日  | 2005年2月1日   |
| 9    | 吳榮義 | 2005年2月1日   | 2006年1月25日  |
| 10   | 蔡英文 | 2006年1月25日  | 2007年5月21日  |
| 11   | 邱義仁 | 2007年5月21日  | 2008年5月6日   |
| 代理 | 張俊雄 | 2008年5月6日   | 2008年5月20日  |
| 12   | 邱正雄 | 2008年5月20日  | 2009年9月10日  |
| 13   | 朱立倫 | 2009年9月10日  | 2010年5月17日  |
| 14   | 陳冲   | 2010年5月17日  | 2011年12月31日 |

消保處處長
| 任別 | 姓名   | 就職時間      | 卸任時間      |
| ---- | ------ | ------------- | ------------- |
| 1    | 劉清芳 | 2012年1月1日  | 2023年3月30日 |
| 2    | 鍾瑞蘭 | 2023年3月30日 | 現任          |

## 外部連結
- （繁體中文）行政院消費者保護會 （页面存档备份，存于）
- （繁體中文）行政院消費者保護處簡介 （页面存档备份，存于）
- （繁體中文）成年下修18歲推手揮別法務部 遺缺暫由參事代理 （页面存档备份，存于）